# Lluís Bonavia Poch
Lluís Bonavia Poch (Girona, 27 de juny de 1930 - Barcelona, 11 de gener de 2012) va ser un actor i director teatral, pintor, fotògraf i cineasta.

## Biografia
Bonavia va estudiar a La Salle de Girona, on va iniciar-se en el teatre com a actor. A partir de 1950 va començar a dirigir algunes representacions teatrals del Grup Excursionista i Esportiu Gironí (GEiEG), juntament amb Josep M. Capella, alternant la faceta d’actor i director. La seva primera exposició com a pintor va tenir lloc a les Sales Municipals d'Exposició de la Rambla de la Llibertat de Girona, el 4 de febrer de 1955, juntament amb Carles Vivó i Ramon Carbó.
Des dels seus inicis, va ser membre de l'Agrupació Fotogràfica i Cinematogràfica de Girona i Província (AFIC), juntament amb Josep Buil Mayral, Antoni Clos, Josep Mir i Emili Marqués. En aquesta entitat va participar en l’organització de concursos, conferències i diversos cursos, i va col·laborar al seu butlletí entre 1958 i 1972, redactant articles d’opinió i comentant exposicions de fotografia i pel·lícules premiades en concursos. Fora de l’AFIC també va formar part de jurats de concursos i certàmens fotogràfics.
En el cinema, va col·laborar amb Antoni Varés Martinell. El 1963, van realitzar conjuntament un documental sobre el Corpus a Girona. Bonavia va ser ajudant de direcció de la pel·lícula de Varés Creación del mundo a través de un tapiz del siglo XI de la Catedral de Girona, film actualment desaparegut, malgrat que se'n conservin alguns fragments. El 1965, van treballar en el guió de la pel·lícula Joanot, adaptació de l'obra Josafat de Prudenci Bertrana, inacabada a causa de la defunció de Varés el 1966. L’any 1967, Bonavia va impulsar l’organització d’un premi dedicat a la memòria de Varés, el Trofeu Antoni Varés de Cinema Amateur.
Bonavia va treballar de perruquer a Girona des de ben jove. El 1973, es traslladà a Barcelona per ocupar una plaça de director comercial del Banco Hispano Americano. No va perdre mai el seu interès per l'art i, una vegada jubilat, va col·laborar amb la galeria d'art La Pinacoteca de Barcelona i va ser mecenes de joves artistes.

## Fons documental
El febrer de 2013 la neboda de Bonavia, Roser Tubau Capellín, va fer donació del fons a l'Ajuntament de Girona. La documentació va ingressar a l'Arxiu Municipal de Girona en dues tongades: el 6 de febrer i el 18 de febrer de 2013. El fons està format per dues capses d'arxiu (documentació textual en suport paper, inclou cartells i fullets), cent vint-i-dos publicacions, cent cinquanta fotografies, tres cintes VHS, dues cintes de casset i un rotlle de pel·lícula.
Es tracta de documentació generada per Lluís Bonavia Poch, associada a la seva faceta teatral, pictòrica, fotogràfica i cinematogràfica, i que conté:
- Cartells i fullets d’espectacles teatrals.
- Col·laboracions amb l'AFIC, com a membre de jurats de concursos de fotografia i redactor d’articles per al butlletí de l’associació.
- Documentació sobre cicles de cinema celebrats al sud de França a principi de la dècada de 1970.
- Apunts i documentació de treball sobre fotografia, cinema i art, i guions cinematogràfics, alguns dels quals fets en col·laboració amb Antoni Varés.
- Fullets i impresos menors, alguns sobre exposicions on participà com a pintor o sobre perruqueria.
- Revistes i llibres sobre cinema i fotografia. Algunes incorporen anotacions crítiques de Bonavia.[1]